# 環形碼頭

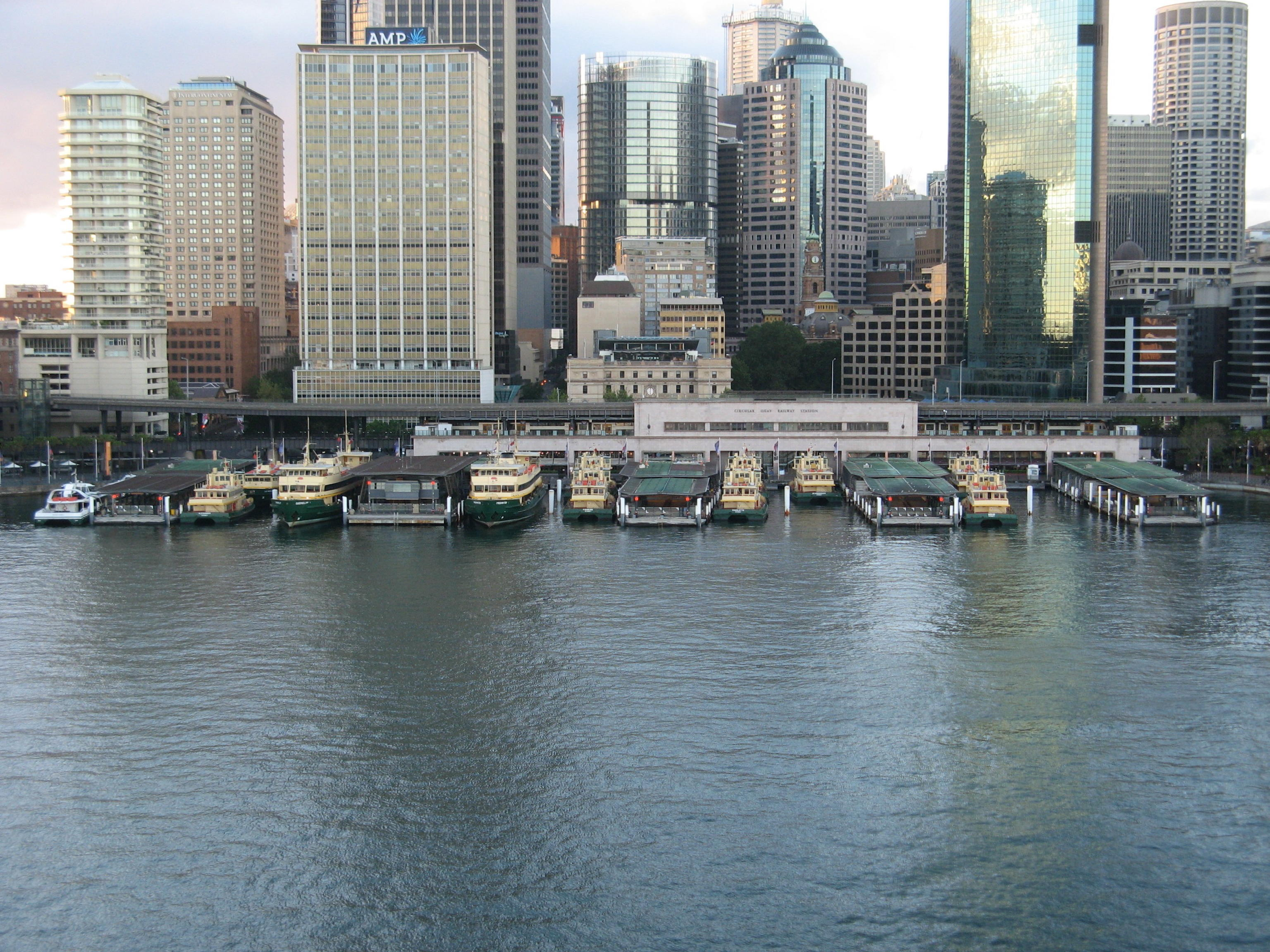
環形碼頭

環形碼頭（又譯圓形碼頭或環迴碼頭）是澳洲新南威爾斯州悉尼的一個地區，位於便利朗角（Bennelong Point）和岩石區（The Rocks）之間的悉尼灣的悉尼商業中心區的北部邊緣。環形碼頭也是悉尼市地方政府區域的一部分。
環形碼頭由海濱小徑、行人購物中心、公園、餐廳和咖啡座組成，並設有火車站和多個渡輪碼頭。
環形碼頭呈半環形，原稱「半環形碼頭」，後來才簡化成今日的名稱。

## 歷史

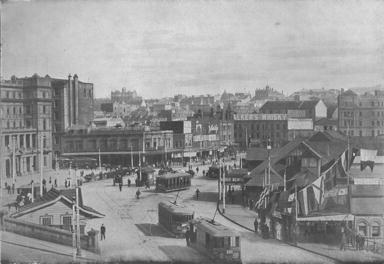
約1900年時的環形碼頭

悉尼是歐洲的首個澳洲殖民地，而悉尼灣則是亞瑟·菲利浦船長所率領的英國第一艦隊在抵達傑克遜港後最先上岸的地點。長時間以來，環形碼頭是重要的航運中心，後來漸漸發展成一個集交通、休閒與康樂於一身的綜合社區。環形碼頭火車站1959年1月20日啟用。高架的卡希爾高速公路（Cahill Expressway）則於1958年3月14日通車。

## 文化
環形碼頭是澳洲原住民的發源地，加上鄰近悉尼歌劇院與悉尼港灣大橋兩個地標，因此成了不少社區慶典的焦點。每逢除夕和澳洲日煙火匯演，環形碼頭都是主要的集會地點之一。
環形碼頭亦是悉尼當代藝術博物館和悉尼市圖書館（位於歷史悠久的海關大樓內）的所在地。
此外，環形碼頭的街頭藝人表演十分受歡迎。 

## 交通

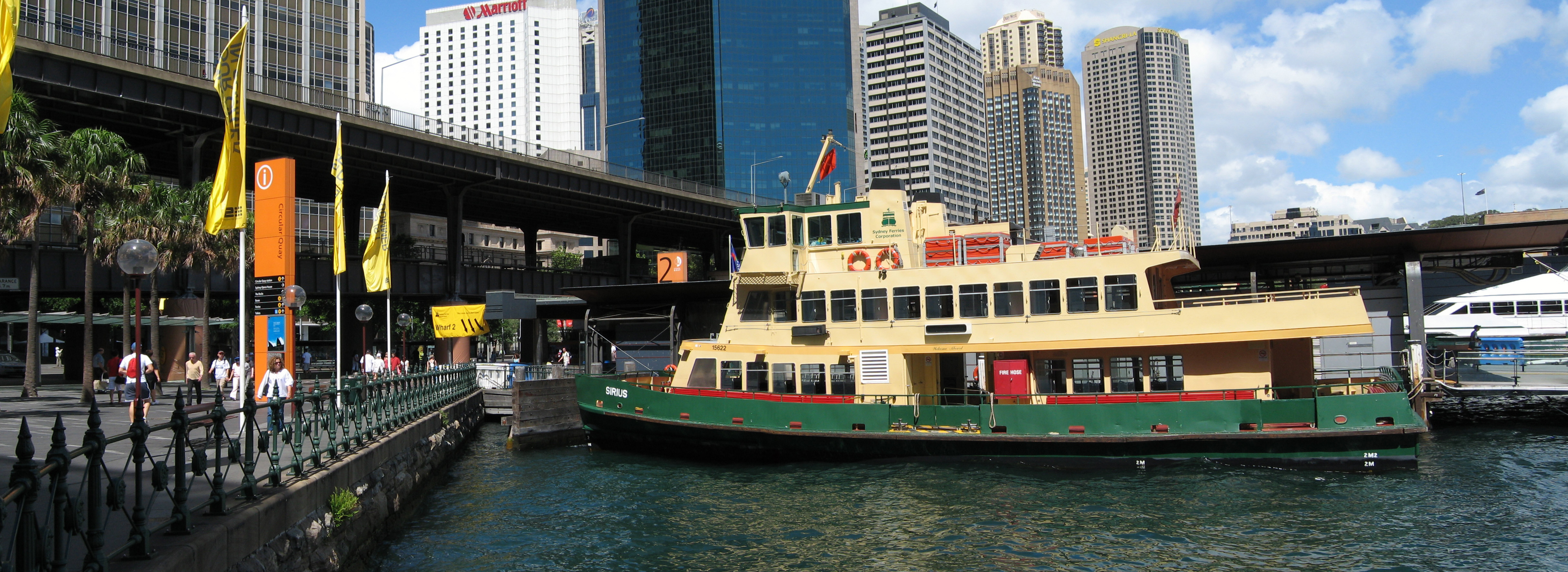
悉尼渡輪天狼星號停泊在環形碼頭

環形碼頭是悉尼主要的交通樞紐。這裏設有一個大型的渡輪、巴士和鐵路轉線站。卡希爾高速公路是環形碼頭的重要建設，從東面通往環形碼頭火車站，延伸至悉尼港灣大橋。
環形碼頭渡輪碼頭設有五艘小飛輪，是所有悉尼港與帕拉馬塔河（Parramatta River）公眾渡輪航線的終站。多年來，27條固定航線從環形碼頭開出，來往塔朗加動物園（Taronga Zoo）、霍姆布什湾（Homebush Bay）奧運會場地、曼利海滩（Manly Beach）、北悉尼、玫瑰灣（Rose Bay）及達令港等地。
環形碼頭前身是一個大型的東部郊區電車服務終站與轉線站。由於不少巴士路線跟隨以往的電車線行駛，電車總站已成為不少巴士路線的終站。現今終站更方便接駁渡輪。
環形碼頭火車站是環市線（City Circle）唯一的地面（月台為架空）車站。因為該站月台靠近（並開放予）渡輪終站，據說是最佳的城市鐵路（CityRail）火車站景觀。
地鐵輕軌（Metro Light Rail）營運公司與悉尼市議會已向商業中心區施加壓力，要求將單程輕軌線延伸至環形碼頭，但新南威爾斯州政府強調，有關法案不會為乘客以至整個商業中心區的交通情況帶來好處。

## 軼事

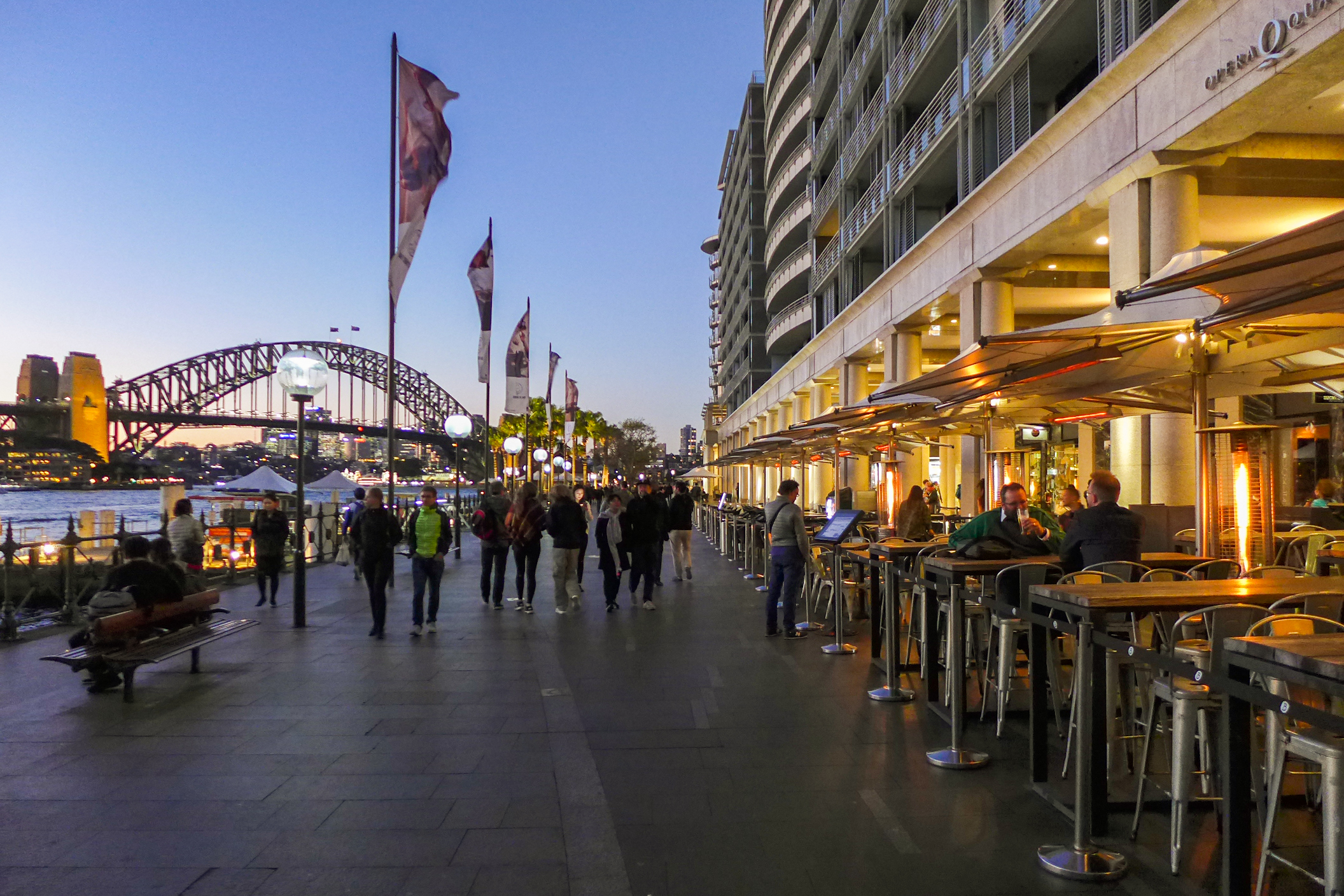
環形碼頭一帶的餐廳

在英特爾公司組織的一次亞洲無線上網熱點評選中，坐落於悉尼環形碼頭的星巴克咖啡店排名第二，僅次於位於香港太平山頂的太平洋咖啡。

## 圖集

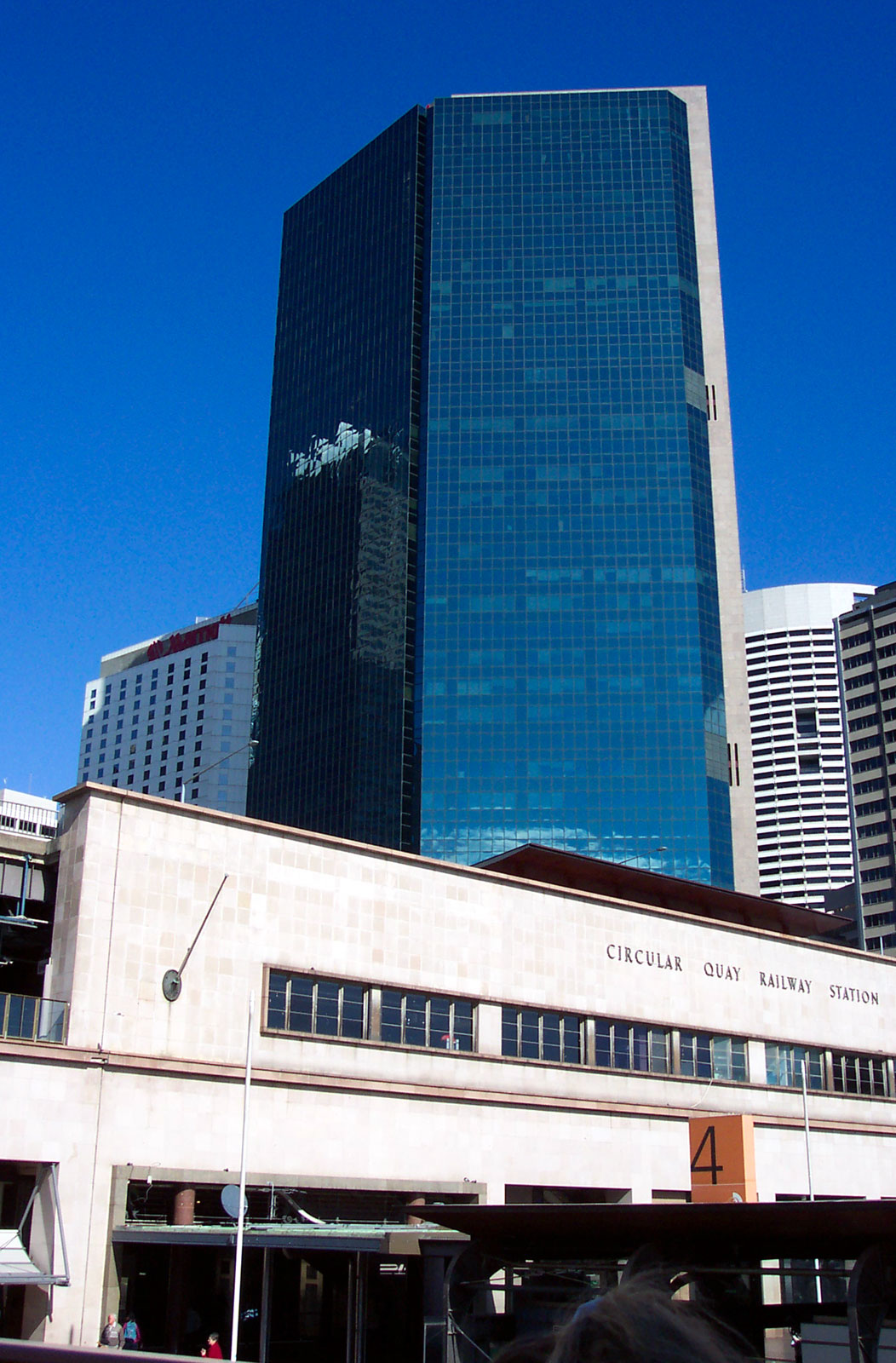
環形碼頭和火車站
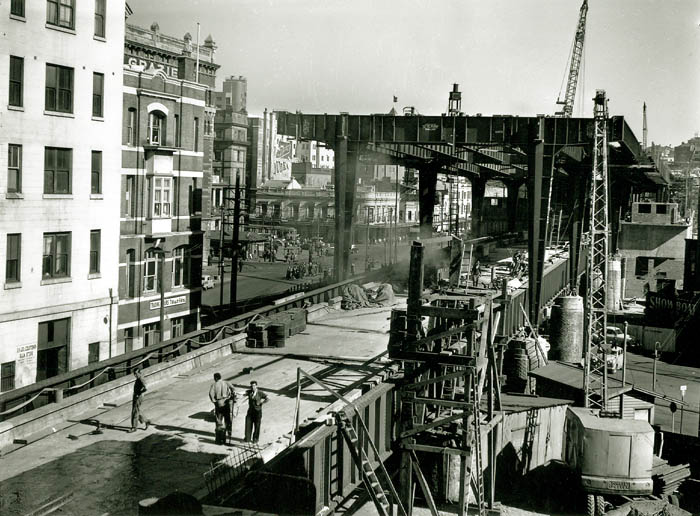
卡希爾高速公路和建造中的火車站
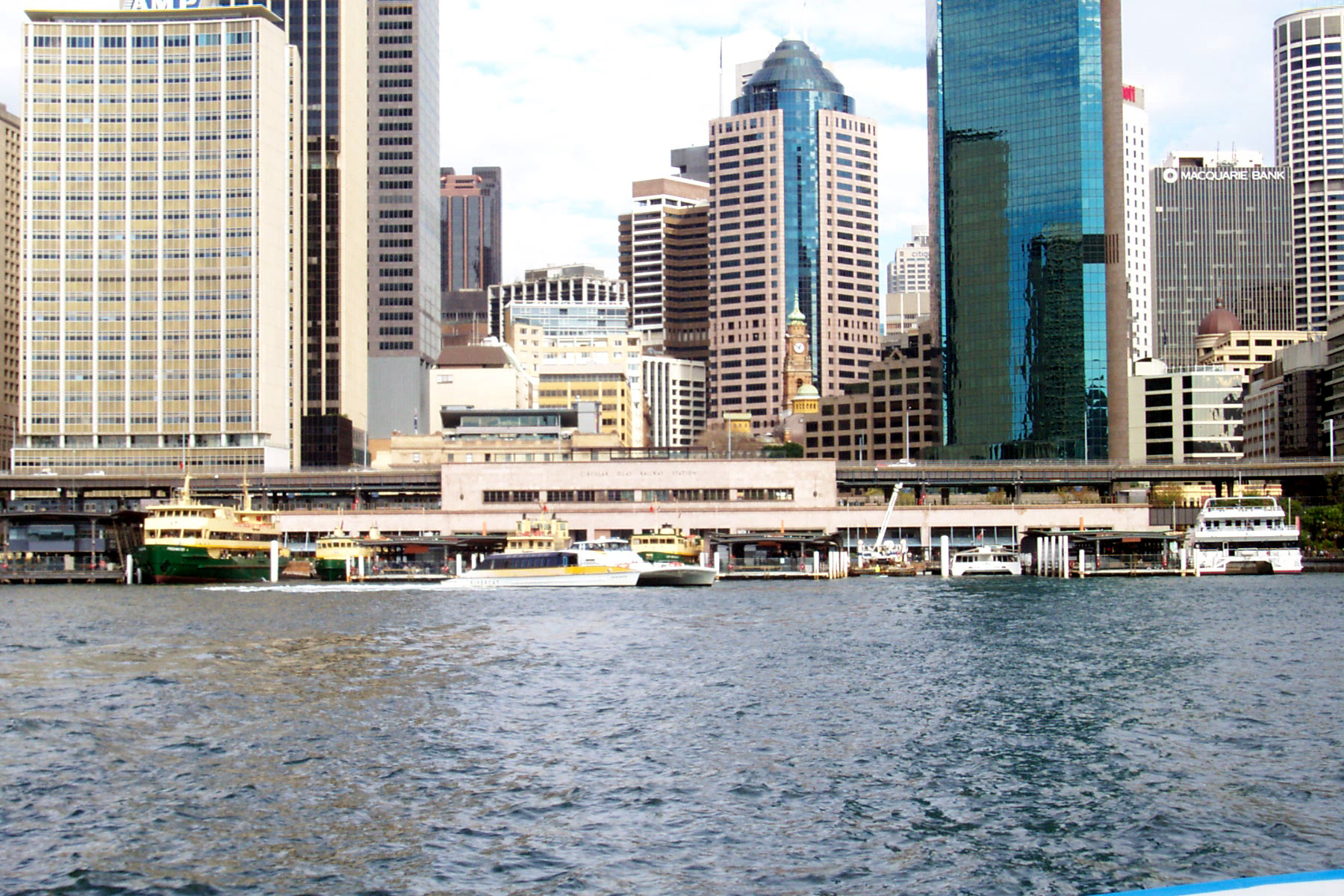
正在泊岸的渡輪上眺望圓形碼頭和火車站

## 外部連結
- 環形碼頭（Google Maps的環形碼頭街道圖及衛星圖片） （英文）